# Thelaira macropus
Thelaira macropus là một loài ruồi trong họ Tachinidae.